# Tisbidae
Tisbidae é uma família de crustáceos da ordem Harpacticoida.